# Haworthia fluffa
Haworthia fluffa är en grästrädsväxtart som beskrevs av M. Hayashi. Haworthia fluffa ingår i släktet Haworthia och familjen grästrädsväxter. Inga underarter finns listade i Catalogue of Life.